# Agrotis privata
Agrotis privata är en fjärilsart som beskrevs av Feichenberger 1962. Agrotis privata ingår i släktet Agrotis och familjen nattflyn. Inga underarter finns listade i Catalogue of Life.